# ツール・ド・フランス1980
| 第67回 ツール・ド・フランス 1980 | 第67回 ツール・ド・フランス 1980               |
| -------------------------------- | ---------------------------------------------- |
| 全行程                           | 22区間, 3842 km                                |
| 総合優勝                         | ヨープ・ズートメルク 109時間19分14秒           |
| 2位                              | ハニー・クイパー +6分55秒                      |
| 3位                              | レイモン・マルタン +7分56秒                    |
| 4位                              | ヨハン・デミュインク +12分24秒                 |
| 5位                              | ジョアキン・アゴスティーニョ +15分37秒         |
| ポイント賞                       | リュディ・ペヴェナフ 184ポイント               |
| 2位                              | ショーン・ケリー 153ポイント                   |
| 3位                              | リュド・ペータース 148ポイント                 |
| 山岳賞                           | レイモン・マルタン 223ポイント                 |
| 2位                              | リュド・ルース 162ポイント                     |
| 3位                              | リュド・ペータース 147ポイント                 |
| 新人賞                           | ヨハン・ファン・デル・フェルデ 109時間44分42秒 |
| チーム優勝                       | ミコ・メルシエ                                 |

ツール・ド・フランス1980は、ツール・ド・フランスとしては67回目の大会。1980年6月26日から7月20日まで、全22ステージで行われた。

## みどころ
ジロ・デ・イタリアで初優勝を果たしたベルナール・イノーが初のダブル・ツール制覇に意欲満々。当大会の総合3連覇もかかっていた。
対して、当大会2年連続、総合2位は過去通算5回を数えるヨープ・ズートメルクが対抗格に挙げられるも、今大会も2位が精一杯ではないかという見方がされていた。だが、思わぬ事態が待ち構えていた。

## 今大会の概要
イノーは早くもプロローグの個人タイムトライアルを制したばかりか、第4ステージの個人タイムトライアル、第5ステージと連勝。個人タイムトライアルとなった第11ステージではルディ・ペフェナーフからマイヨ・ジョーヌを奪った。 
だが、この区間を制したのはズートメルク。しかもイノーに1分39秒の差をつけていた。そのため、イノーはズートメルクに総合タイムで21秒の差しかつけられず、今大会では唯一のピレネー超えステージとなる、第13ステージに向けて不安を残すことになった。そしてその不安が的中してしまう。
第13ステージ途中でイノーが膝を悪くして棄権してしまったのである。これでズートメルクが替わってマイヨを奪い、2位にハニー・クイパーが1分10秒差で続いた。
第16ステージからは4連続でアルプスステージとなったが、ズートメルクはじわりとクイパーに差を広げ、第18ステージでは名だたるクライマーを利して2番手集団でゴール。対してクイパーはこのステージにおいてズートメルクに2分45秒の差をつけられてしまい、総合タイム差は5分22秒差にまで広がったが、勝負はここでついた形となった。ズートメルクは第21ステージの個人タイムトライアルを制し、完全に今大会のマイヨの座を不動のものとした。
これまで、エディ・メルクス、イノーの存在の影に隠れ、「万年2位」の座に甘んじてきたズートメルクがツール出場10回目にして総合初優勝を飾った。

## その後
- ズートメルクはその後、38歳の年齢で1985年の世界自転車選手権・個人ロードを優勝。また引退年となる1987年には40歳でアムステルゴールドレースを制した。

- 途中棄権したイノーだが、この年、地元フランス開催となった世界自転車選手権・個人ロードでは優勝を果たした。

## 総合成績
| 順位 | 選手名                       | 国籍         | チーム                    | 時間            |
| ---- | ---------------------------- | ------------ | ------------------------- | --------------- |
| 1    | ヨープ・ズートメルク         | オランダ     | TI＝ローリー              | 109時間19分14秒 |
| 2    | ハニー・クイパー             | オランダ     | プジョー                  | +6分55秒        |
| 3    | レイモン・マルタン           | フランス     | ミコ・メルシエ            | +7分56秒        |
| 4    | ヨハン・デミュインク         | ベルギー     | スプレンドール アドミラル | +12分24秒       |
| 5    | ジョアキン・アゴスティーニョ | ポルトガル   | Puch-Sem                  | +15分37秒       |
| 6    | クリスティアン・セズネック   | フランス     | ミコ・メルシエ            | +16分16秒       |
| 7    | スヴェン＝オーク・ニルソン   | スウェーデン | ミコ・メルシエ            | +16分33秒       |
| 8    | リュド・ペータース           | ベルギー     | アイスブルク              | +20分45秒       |
| 9    | ピエロ・バッゾ               | フランス     | ラ・ルドゥト              | +21分03秒       |
| 10   | ヘンク・リュベルディング     | オランダ     | TI＝ローリー              | +21分10秒       |

### マイヨ・ジョーヌ保持者
| 選手名               | 国籍     | 首位区間                     |
| -------------------- | -------- | ---------------------------- |
| ベルナール・イノー   | フランス | プロローグ-第1(1)、第11-第12 |
| ヘリー・クネットマン | オランダ | 第1(2)                       |
| イヴォン・ベルタン   | フランス | 第2                          |
| リュディ・ペヴェナフ | ベルギー | 第3-第10                     |
| ヨープ・ズートメルク | オランダ | 第13-最終                    |